# Штокингер (телесериал)
«Штокингер» (нем. Stockinger) — австрийский сериал-ответвление от телесериала «Комиссар Рекс». Главный герой сериала, Эрнст Штокингер (Карл Марковиц) — один из участников команды следователей, в которую входит полицейская собака Рекс. Штокингер фигурирует в двух первых сезонах «Рекса» и покидает сериал в 15, последней серии второго сезона — «Последнее дело Штокингера» (Stockis Letzter Fall).
Сериал «Штокингер» включает пилотную серию «Зальцбургские шоколадные шарики» (88 минут) и 13 серий обычной длины (47 минут).

## Сюжет
Уход Штокингера из венской полиции в сериале «Комиссар Рекс» объясняется как следствие его переезда: супруга инспектора, немка Карин (Аня Шиллер), преуспевающий зубной врач, получила дом в наследство в Зальцбурге. Сериал «Штокингер» начинается с приезда героя в Зальцбург, где он получает должность окружного инспектора и расследует преступления вместе с инспектором Антонеллой Зимони (Сандра Цервик).

### Первая серия
В первой "пробной" серии Штоки прибывает на новое место службы в самый разгар Зальцбургского фестиваля. Он получает билеты на выступление Эдермана, которое он пропускает. В городе убивают кондитера Фехлинга и Штоки берётся за дело. Главный подозреваемый — вечный конкурент Фехлинга, Балдингер. Но Штокингер не спешит делать выводы…

## Список серий
1. Зальцбургские шоколадные шарики
2. Смертельная ночь в Гаштайне
3. Последняя остановка — Гальштат
4. Труп в Нарзисфилд
5. Невинные агнцы
6. Ужас на Трауне
7. Убийства в Си-Хотел
8. Тайна водопадов Криммлер
9. Власть мертвецов
10. Живые мишени
11. Стрелки в тире
12. Тихие воды
13. Следы в смерть
14. Смерть в Зальбахе

## Трансляция
Транслировался по ТВ на немецком телеканале Sat.1.